# Gamemaster
Gamemaster, vaak afgekort als GM, is een term die gebruikt wordt in veel role-playing games. In veel van zulke spellen wordt de groep spelers opgedeeld in twee groepen: de "spelers", die elk een personage onder hun hoede nemen en de acties ervan bepalen, en de gamemaster, die de fictieve wereld en alle andere personages bestuurt.

## Taken van de gamemaster
Wat de gamemaster onderscheidt van de andere spelers van een rollenspel, is dat hij of zij andere taken heeft, en daarbij behorend ook andere macht. De spelers hebben, in de meeste spellen, slechts controle over één personage. Hierbij mogen zij echter ook precies bepalen wat het personage zegt en denkt, en welke acties het personage probeert uit te voeren. De taak van de speler is dan om dit personage te spelen. De gamemaster heeft daarentegen, afhankelijk van het gespeelde systeem en de afspraken binnen de groep, alle of een deel van de volgende taken:
- Ontwerpen en beschrijven van de fictieve wereld waarin de personages zich bevinden.
  - Vertellen wat er precies gebeurt in de fictieve wereld.
- Voorbereiden van situaties, locaties of andere zaken waar de personages van de spelers zich mee bezig kunnen houden.
  - Obstakels voor de spelerpersonages opwerpen.
  - Ontwerpen en spelen van de niet-spelerpersonages of NPC's.
  - Bedenken en ontvouwen van een overkoepelend verhaal;
- Kennen van de regels van het spel, en toezien op en arbitreren van het gebruik ervan.
  - Binnen de regels van het spel besluiten wat de gevolgen van de acties van de spelerpersonages zijn.

## Alternatieve taakverdelingen
Hoewel bovenstaande taakverdeling tussen spelers en gamemaster door de meeste role-playing games voor een groot deel gevolgd wordt, is het niet noodzakelijk om de taken aldus te verdelen. Ten eerste bestaat er de mogelijkheid om met meerdere gamemasters te spelen, waarbij deze allebei een deel van de traditionele taken op zich nemen. Daarnaast zijn er systemen waarbij een deel van de taken die meestal aan de gamemaster toebehoren op de spelers worden overgedragen. Enkele voorbeelden:
- In My Life with Master zijn het de spelers die voorafgaand aan het spel de wereld en de belangrijkste NPCs bedenken.
- In Trollbabe hebben de spelers voortdurend invloed op de fictieve wereld: zij mogen nieuwe personages, voorwerpen en situaties toevoegen wanneer zij daar zin in hebben.
- In Trollbabe, The Pool, Primetime Adventures en The Mountain Witch krijgen de spelers soms het recht te vertellen wat er gebeurt in de fictieve wereld.
- Er zijn veel spellen waarin de macht van de spelers dusdanig groot is dat de gamemaster van tevoren onmogelijk een verhaal kan voorbereiden.

Er bestaan ook systemen waarin de scheiding tussen spelers en gamemaster geheel wordt losgelaten. Iedereen heeft dezelfde taken en dezelfde macht.
- In Universalis kopen de spelers met behulp van fiches de macht om nieuwe elementen aan het verhaal toe te voegen.
- De Profundis wordt gespeeld via brieven, waarbij er geen controlerende instantie is die bijhoudt wat mensen wel en niet mogen schrijven.
- In Polaris zijn er vier rollen, waarvan drie GM-achtige, die steeds roteren al naargelang er een andere personage wordt gespeeld.
- Breaking the Ice wordt gespeeld met twee personen die elkaar reguleren en waarbij de dobbelstenen voor de tegenslagen zorgen.

## Andere namen voor de gamemaster
In plaats van 'gamemaster' worden ook wel andere namen gebruikt:
- Dungeon Master, in Dungeons & Dragons ("Dungeon Master" was vroeger een handelsmerk van TSR, Inc. en werd dus alleen in D&D gebruikt);
- referee, Engels voor "scheidsrechter";
- storyteller, in de World of Darkness-spellen.